# Спорт у США
Спорт у США — важлива частина національної культури і, з часів існування Олімпійських ігор і СРСР — самоствердження країни як наддержави.
Найпопулярнішим видом спорту в Сполучених штатах є Американський футбол, за ним слідують бейсбол, баскетбол і хокей, які створюють "4 основні види спорту". В країні також грають в футбол (асоціативний футбол), австралійський футбол, регбі-15, регбіліг, теніс, гольф, реслінг, автомобільні перегони, софтбол, лакрос, гандбол, волейбол і водне поло. На основі Олімпійських ігор, чемпіонатів світу та інших великих змагань з відповідних видів спорту, Сполучені Штати є однією з найуспішніших спортивних держав у світі.

## 4 основні ліги
Чотирма основними професійними спортивними лігами США є професійна бейсбольна ліга (MLB), Національна баскетбольна асоціація (NBA), Національна футбольна ліга (NFL) та Національна хокейна ліга (NHL). Ринок професійного спорту в Сполучених Штатах становить приблизно 69 млрд доларів США, що приблизно на 50% більше, ніж у всій Європі, на Близькому Сході та в Африці разом.  Всі чотири ліги користуються великою популярністю у вітчизняних ЗМІ і вважаються видатними у відповідних видах спорту у світі, хоча американський футбол не має значної кількості прихильників в інших країнах. У трьох ліг є команди, які представляють канадські міста, і всі чотири є найбільш прибутковими у фінансовому плані спортивними лігами свого спорту. Футбол вищої ліги (MLS) також включає канадські команди. Середня відвідуваність MLS за гру становить понад 20 000, що є третиною середньої відвідуваності серед будь-яких спортивних ліг США після Національної футбольної ліги (NFL) та Бейсболу вищої ліги (MLB). MLS є сьомою за відвіданістю лігою професійного футболу у всьому світі.
Професійні команди з усіх основних видів спорту в Сполучених Штатах діють як франшизи в рамках ліги, це означає, що команда може переїхати в інше місто, якщо власники команди вважають, що це матиме фінансову вигоду, але переїзд франшизи, як правило, залежить від певної форми ліги —- затвердження рівня. Усі великі спортивні ліги використовують подібний тип графіку тренувань і післясезонних турнірів. Крім організацій вищої ліги також існують професійні другорядні ліги, що діють у менших містах країни. Як і в Канаді та Австралії, спортивні ліги в Сполучених Штатах не практикують підвищення та вибування на відміну від багатьох європейських спортивних ліг.
Спорт є частково пов'заний із освітою в Сполучених Штатах, оскільки більшість середніх шкіл та університетів організовують спортивні змагання. Такі змагання відіграють важливу роль в американській спортивній культурі. Основним органом, що санкціонує спорт у коледжах, є Національна асоціація студентського спорту (NCAA).

## Історія

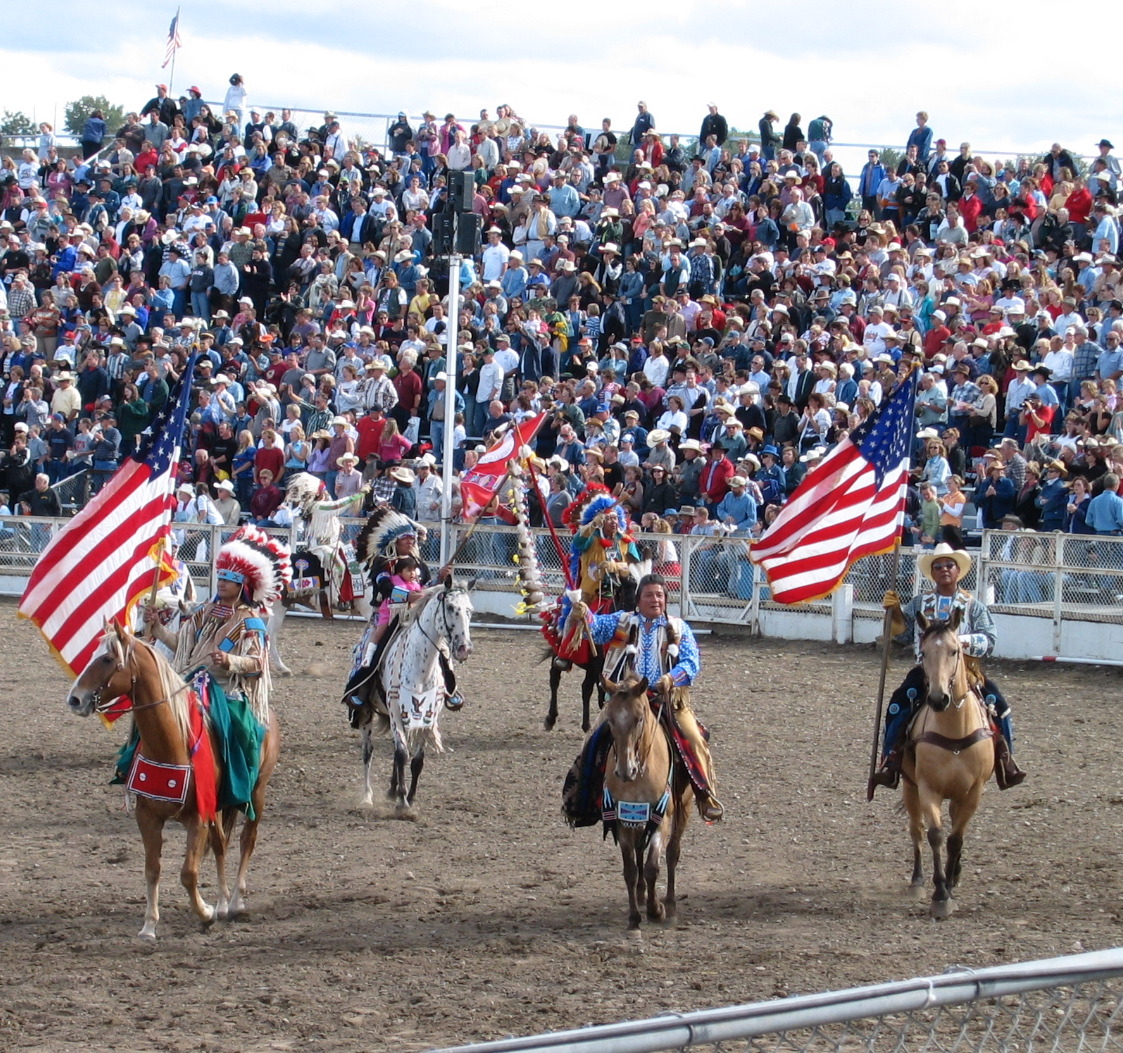
Великий вихід у Пендлтон Раунд-ап

Більшість видів спорту США розвинулася на основі європейської практики. Однак баскетбол, волейбол, скейтбординг та сноубординг — це американські винаходи, деякі з яких стали популярними в інших країнах та у всьому світі. Лакрос і серфінг виникли внаслідок діяльності корінних американців та корінних гавайців, що передували контактам Заходу. У колоніальних Вірджинії та Меріленді усі соціальні рівні надавали спорту великої уваги. В Англії полювання було суворо обмежене для землевласників. В Америці дичини було більш ніж рясно. Кожен — у тому числі слуги та раби — міг полювати. В 1691 році сер Френсіс Ніколсон, губернатор Вірджинії, влаштовував змагання за "кращих сортів вірджинійців, які є батлорами", і він пропонував призи, "за яких можна було розстріляти, розігнати, зіграти на зворотних мечах і побігти за Коня і ногу".
Скачки залишались провідним видом спорту в епоху 1780–1860 рр., Особливо на Півдні. У них брали участь власники, тренери та глядачі з усіх верств суспільства та обох рас. Однак релігійних євангелістів турбував азартний вимір, а демократи скаржились, що це занадто аристократично, оскільки лише багаті можуть мати дуже дорогих конкурентних коней.

## США на Олімпійських іграх
США брали участь вперше в літніх Олімпійських іграх 1896 та в зимових Олімпійських іграх 1924. За весь час проведення Олімпіад американські спортсмени пропустили лише одні Ігри: у 1980 керівництво країни з політичних причин ухвалило рішення бойкотувати літні Ігри в Москві через вторгнення СРСР в Афганістан.
У 1932 у США пройшли і зимові, і літні Ігри, а всього США частіше за інші країн приймали в себе Олімпійські ігри — 4 рази літні Олімпійські ігри і 4 рази зимові Олімпійські ігри:
- Літні Олімпійські ігри 1904 у Сент-Луїсі,
- Літні Олімпійські ігри 1932 у Лос-Анжелесі
- Літні Олімпійські ігри 1984 у Лос-Анджелесі,
- Літні Олімпійські ігри 1996 в Атланті
- Зимові Олімпійські ігри 1932 у Лейк-Плесіді
- Зимові Олімпійські ігри 1980 у Лейк-Плесіді
- Зимові Олімпійські ігри 1960 у Скво-Веллі
- Зимові Олімпійські ігри 2002 у Солт-Лейк-Сіті.

Спортсмени США завоювали найбільшу кількість медалей за всю історію Олімпійських ігор — більш 2 500 за все, в тому числі понад 1 тисячу золотих. При цьому вони лідирують за кількістю золотих, срібних та бронзових нагород як в сумі за підсумками всіх літніх та зимових Ігор, так і окремо за підсумками літніх Ігор, а за підсумками всіх зимових Ігор США поступаються за загальним заліку лише Норвегії.
На Олімпійських іграх і в багатьох видах спорту США традиційно конкурували в другій половині XX століття лише з СРСР (а також з ГДР з 1970-х), а в XXI столітті борються за лідерство з КНР на літніх Олімпійських іграх і в ряді літніх видів спорту.
Найтитулованіший в світі олімпійський чемпіон — видатний американський плавець Майкл Фелпс, який є 18-кратним чемпіоном та 22-кратним призером олімпійських ігор.
Олімпійський та Паралімпійський комітет США (USOPC) є Національним олімпійським комітетом США. Американські спортсмени за ввесь час виграли 2522 медалі (1022 з них - золоті) на літніх Олімпійських іграх та ще 305 на зимових Олімпійських іграх. Найбільше медалей завойовано у легкій атлетиці (801, 32%) та плаванні (553, 22%).

## Індивідуальні види спорту

### Автоспорт

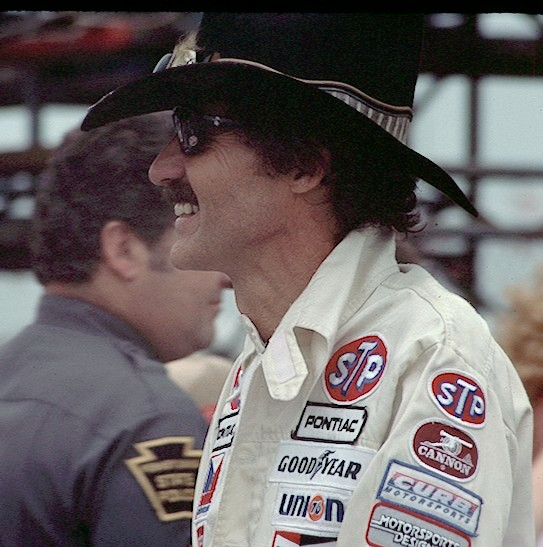
Річард Петті

Автомобільний спорт широко популярний у Сполучених Штатах, але американці мало цікавляться великими міжнародними змаганнями такими як Формула-1 та MotoGP, вони надають первагу гоночним серіям вітчизняного виробництва. Однак деякі американці досягли великих успіхів у цих міжнародних змаганнях, такі як Маріо Андретті та Кенні Робертс.
Американці спочатку використовували громадські вулиці для проведення автомобільних перегонів, але це часто ставало небезпекою для громадськості, оскільки натовп був неконтрольований. Промоутери та водії США вирішили, що траси для перегонів можуть забезпечити кращі умови для водіїв та глядачів, ніж громадські вулиці. Овальні перегони на доріжках залишаються домінуючою формою перегонів у Сполучених Штатах, але не використовуються у решта країнах світу. Також у країні все ще збереглась нелегальна культура вуличних перегонів.

#### Серія Інді-кар ( IndyCar Series )
Змагання на відкритих трасах було найпопулярнішою формою американського автоспорту у всій країні. Однак, відомий розкол (який часто називають "Спліт") у 1994 році між первинною серією CART (пізніше відомою як Champ Car) та власником Індіанаполіського моторного шосе, Тоні Джорджем, призвів до утворення Indy Racing League, тепер відомої як INDYCAR, яка випустила суперницьку серію IndyCar у 1996 році. З цього моменту популярність таких гонок різко знизилась. Ворожнеча була припинена в 2008 році шляхом домовленості про об'єднання двох серій під прапором IndyCar, але величезної шкоди цьому спорту вже було завдано. Після цього IndyCar продовжує працювати з невеликим збільшенням кількості глядачів на рік. Однак, в результаті, єдиною гонкою IndyCar після розколу, яка все ще користується широкою популярністю серед широкої громадськості, є Indianapolis 500.

#### NASCAR

Старт 2015 року Daytona 500, найбільшої гонки в серії Кубка NASCAR

Національна Асоціація перегонів серійних автомобілів або NASCAR — приватне підприємство, що займається організацією автомобільних перегонів та супутньою діяльністю. Аудиторія NASCAR досягла максимуму на початку 2000-х років і значно зменшилася з часу запровадження "Погоні на Кубок" у 2004 році, проте продовжує мати близько 2–4 мільйонів глядачів на гонку. Серед популярних колишніх водіїв NASCAR - Джефф Гордон, Дейл Ернхардт, Метт Кенсет, Тоні Стюарт, Дейл Ернхардт-молодший та Річард Петті. Серед популярних активних водіїв NASCAR — Джиммі Джонсон, Алекс Боуман, Курт Буш, Кайл Буш, Чейз Елліот, Райан Блейні та Кайл Ларсон. Найпопулярніша гонка NASCAR — це Daytona 500, відкриття сезону, яке проводиться щороку на Дейтона-Біч, штат Флорида, у лютому.

### Гольф

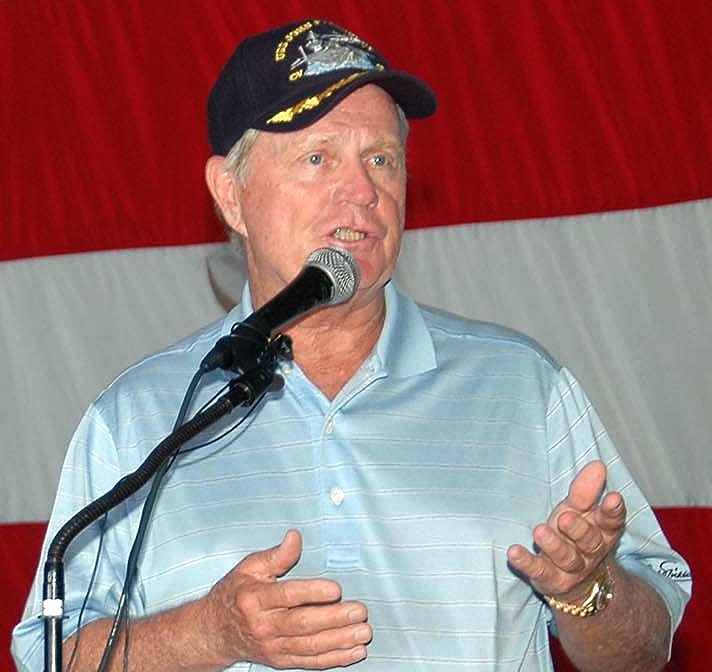
Джека Ніклауса широко вважають найкращим гольфістом усіх часів, загалом вигравши 18 головних чемпіонатів у кар'єрі

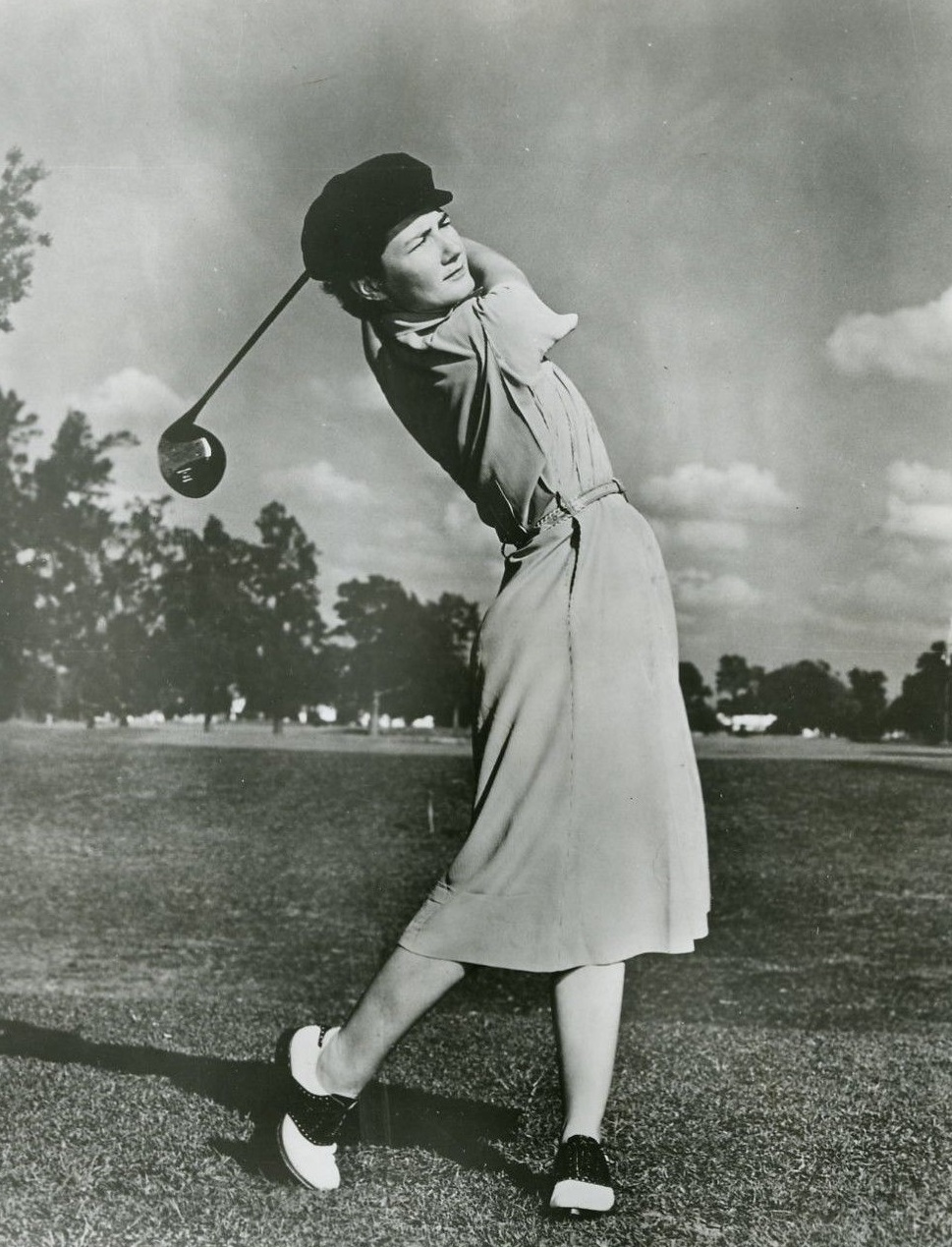
Луїза Саггс, одна із засновниць турніру LPGA і, отже, сучасного жіночого гольфу.

Близько 25 мільйонів людей грають у гольф у США. Національний керівний орган спорту, Асоціація гольфу США (USGA), несе спільну відповідальність з R&A за встановлення та адміністрування правил гри в гольф. USGA проводить чотири національні чемпіонати, відкриті для професіоналів: the U.S. Open, U.S. Women's Open, U.S. Senior Open, та the U.S. Senior Women's Open. Останній з них вперше проводився в 2018 році. PGA Америки організовує чемпіонат PGA та Чемпіонат PGA серед жінок.
Тур PGA — головний професійний тур по гольфу в США, а тур LPGA - головний професійний тур для жінок. В PGA Tour Champions змагаються гравці від 50 років. Гольф транслюється в декількох телевізійних мережах, таких як Golf Channel, NBC, ESPN, CBS та Fox.
Серед відомих американських гравців у гольф серед чоловіків - Уолтер Хаген, Бен Хоган, Джек Ніклаус (рекорд 18 основних перемог), Арнолд Палмер та Тайгер Вудс (15 основних перемог). Серед відомих гольфісток серед жінок - Патті Берг (рекорд 15 основних перемог), Міккі Райт (13 основних), Луїза Саггз і Бейб Захаріас.

### Теніс
Теніс грають у США у всіх п’яти категоріях (чоловічий та жіночий одиночний розряд; чоловічий, жіночий та змішаний парний розряд); проте найпопулярнішими є одиночні. Вершиною цього виду спорту є Відкритий чемпіонат США, який відбувається наприкінці серпня в Національному тенісному центрі USTA Біллі Джин Кінг у Нью-Йорку. Індіан-Уеллс Мастерс, Маямі Open та Цинциннаті Мастерс є частиною турніру ATP Tour Masters 1000 та колишнього рівня WTA I.

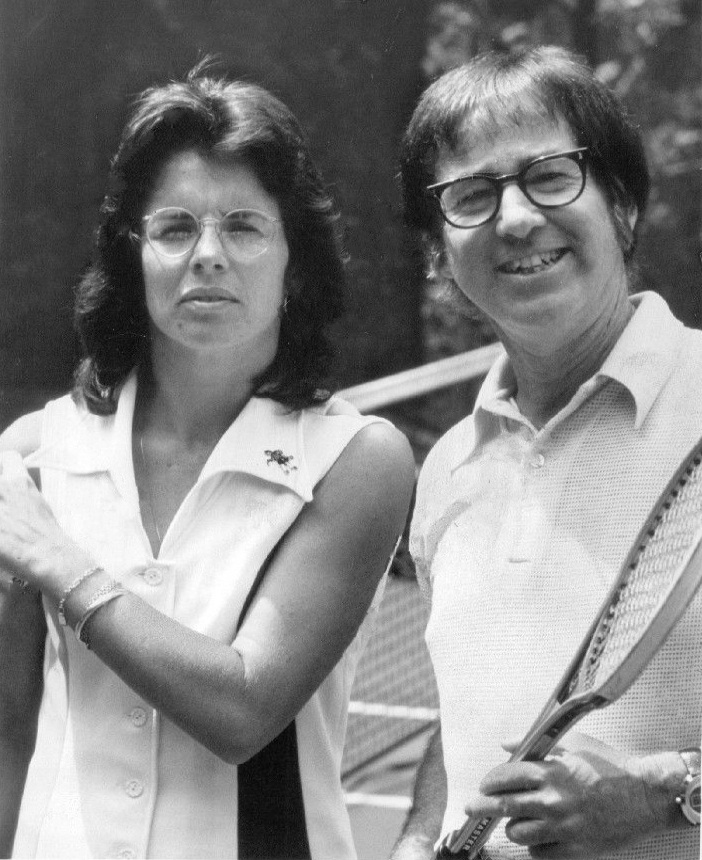
Біллі Джин Кінґ та Боббі Ріґґз, 1973 рік

Сполучені Штати мають значні успіхи в тенісі протягом багатьох років, з такими гравцями, як Дон Бадж, Біллі Джин Кінг (12 основних титулів в одиночному розряді), Кріс Еверт (18 головних титулів в одиночному розряді), Джиммі Коннорс (8 основних титулів в одиночному розряді), Джон Макінрой (7 основних одиночних назв), Андре Агассі (8 основних одиночних назв) та Піт Сампрас (14 основних одиночних назв), а Рікардо Алонсо Гонсалес (14 основних одиночних назв), що домінував у своєму спорті в минулому. Зовсім недавно сестри Вільямс, Вінус Вільямс (7 основних титулів у одиночному розряді) та Серена Вільямс (23 великі титули в одиночному розряді), були домінуючою силою у грі жінок, а брати-близнюки Боб та Майк Браян заявили про майже всі значні кар'єрні рекорди для чоловічих парних команд.

### Легка атлетика

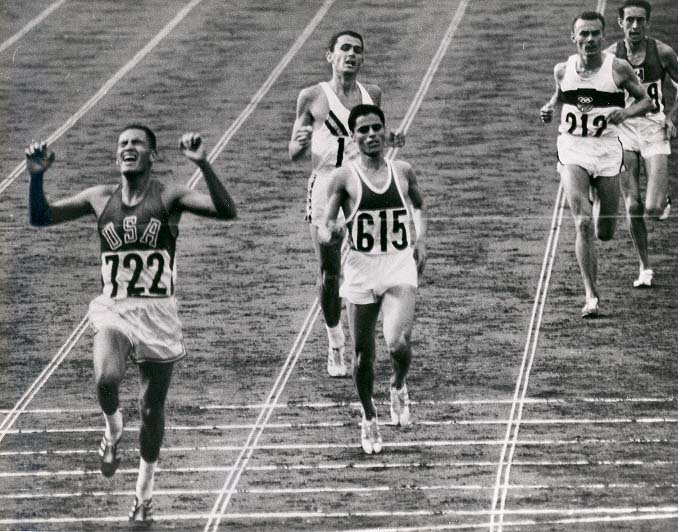
Біллі Міллс розбиває стрічку на дистанції 10 000 м на Олімпійських іграх 1964 року

USA Track & Field — керівний орган з легкої атлетики в США. Він організовує щорічні чемпіонати США з легкої атлетики на відкритому повітрі та чемпіонати США з легкої атлетики в приміщенні. На даний момент у Алмазній лізі є один тур у США — Префонтен Класик; раніше серія також включала Гран-прі Adidas. Три зі світових марафонських спеціальностей проводяться в США: Бостонський марафон, Чиказький марафон та Нью-Йоркський марафон. Пробіг Фрайгофера для жінок — це також подія IAAF Road Race. Аматорські організації, як-от Національна колегіальна спортивна асоціація та Аматорський спортивний союз, санкціонують крос-біг восени, легку атлетику взимку та легку атлетику навесні.
Джессі Оуенс — один із найпомітніших  спортсменів США. Він досяг міжнародної слави на літніх Олімпійських іграх 1936 року в Берліні, вигравши чотири золоті медалі: 100 метрів, стрибки у довжину, 200 метрів та естафету 4 × 100 метрів. Він був найуспішнішим спортсменом на Іграх і, як чорношкірий, йому приписували "одноосібне розгромування міфу Гітлера про верховенство Арія", хоча його "не запрошували до Білого дому, щоб потиснути руку президенту, ".
Американці часто встановлюють світові стандарти в різних дисциплінах легкої атлетики як для чоловіків, так і для жінок. Тайсон Гей та Майкл Джонсон мають різні рекорди спринтів для спортсменів-чоловіків, тоді як Флоренс Гріффіт Джойнер встановлює різні світові рекорди спринту для жінок. Мері Слані встановила багато світових рекордів у дисциплінах середньої дистанції.

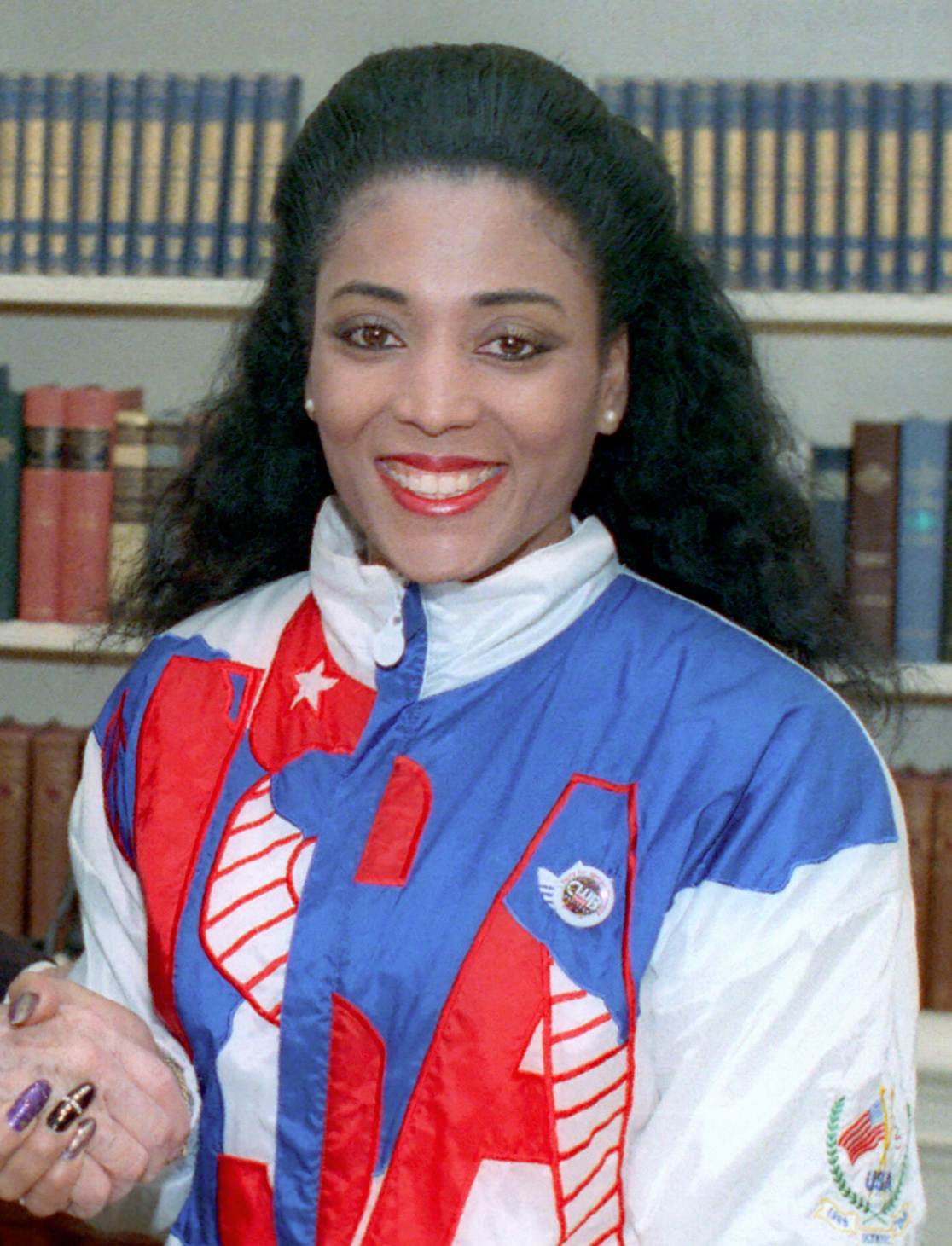
Флоренс Гріффіт Джойнер вважається найшвидшою жінкою всіх часів; світові рекорди, які вона встановила в 1988 році як на 100 м, так і на 200 м., все ще не побиті

Переломний момент стався на американській трасі в періоді буму 1970-х. Після серії американських успіхів на різних дистанціях від марафонців Френка Шортера та Білла Роджерса, а також бігунів на середні дистанції Дейва Уоттла та Стіва Префонтена, почав формуватися біг. Перемога США в олімпійському десятиборстві серед чоловіків, досягнута тодішнім Брюсом Дженнером, зробила Дженнера національною знаменитістю. (Пізніше він зиінив стать і змінив ім'я на Кейтлін.) Середні школа в США стала унікальним фундаментом для створення американського фонду талантів для бігу на середні дистанції, а з 1972 по 1981 рік з 13 старшокласників у Сполучених Штатах пробігали менше 4:10 на милю на рік. За цей час було встановлено кілька національних рекордів середньої школи в Сполучених Штатах, які залишалися в значній мірі незмінними до 2000-х років. Кількість старшокласників, які пробігали милю менше 4:10 на рік, різко зменшилася з 1982 року, а участь жінок у багатьох дистанційних заходах заборонялася спортивними авторитетами до 1980-х років . Однак ренесанс середньошкільної школи розвинувся, коли Джек Деніелс, колишній олімпієць, опублікував навчальний посібник під назвою "Формула бігу Даніельса", який став найбільш широко використовуваним протоколом дистанційних тренувань серед американських тренерів  разом із великим пробігом Артура Лідарда. Карлу Льюїсу приписують "нормалізацію" практики тривалої кар'єри, на відміну від виходу на пенсію після досягнення віку, коли менш реально отримати особистий найкращий результат. Сполучені Штати є домом для спонсорованої школою легкої атлетики - традиції, в якій у більшості шкіл від середньої школи до коледжу працює команда з легкої атлетики. Завдяки кількості американських спортсменів, які відповідають нормам олімпійських норм, США проводять національні випробування, щоб вибрати найкращих зі своїх спортсменів вищого рівня для олімпійських змагань.

### Бойові види спорту

#### Бокс
Бокс є знаковим видом спорту в США, і в центрі уваги найуспішніших спортивних фільмів, як критично, так і комерційно, серед таких фільмів, які отримали "Оскар", таких як "Роккі", "Скажений бик" та "Боєць". Як і у багатьох видах спорту, це дозволило спортсменам-чорношкірим стати провідними діячами культури США, а Джо Луї, Майку Тайсону та Мухаммеду Алі стати відомими на світовій арені.

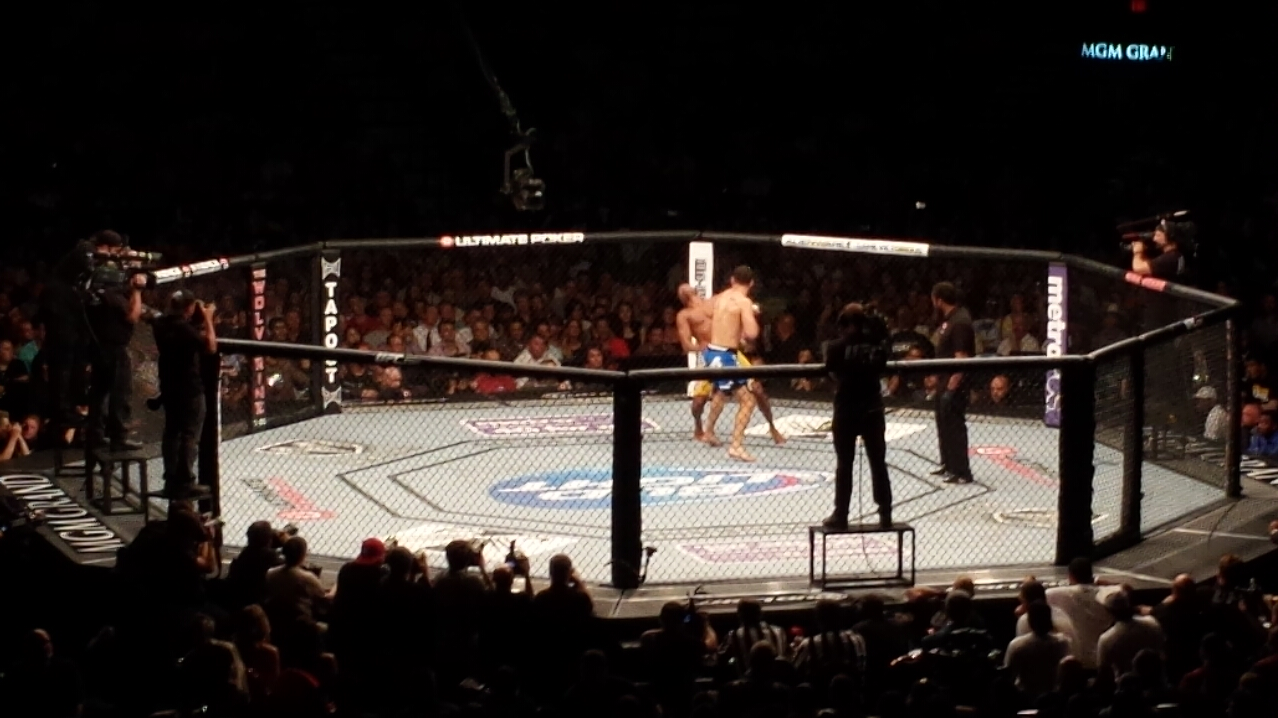
Змішані єдиноборства в США

Бокс у США став центром професійного боксу на початку 20 століття. Національна боксерська асоціація була заснована в 1921 році і почала санкціонувати титульні поєдинки.
Джо Луїс був американським професійним боксером, який змагався з 1934 по 1951 рік. Він царював як чемпіон світу у важкій вазі з 1937 по 1949 рік і вважається одним з найбільших боксерів у важкій вазі всіх часів. У 2005 році Луї було визнано Міжнародною організацією боксерських досліджень найкращим у важкій вазі всіх часів, а також першим місцем у списку "100 найбільших боксерів усіх часів" журналу The Ring . Луїс мав найдовше статус чемпіона серед усіх боксерів у важкій вазі в історії.
Луї широко розглядають як першу особу афро-американського походження, яка здобула статус загальнонаціонального героя в межах Сполучених Штатів, а також був центром антинацистських настроїв до Другої світової війни та під час неї. Він зіграв важливу роль в інтеграції гри в гольф, подолавши кольоровий бар'єр спорту в Америці, з'явившись під винятком спонсора на заході PGA в 1952 році.
У 1960-1970-х роках Мухаммед Алі став знаковою фігурою, змінивши роль і імідж афроамериканського спортсмена в Америці, обійнявши расову гордість, і перевершивши цей вид спорту, відмовившись служити у війні у В'єтнамі.
У 1980-х Майк Тайсон став серйозним суперником. На прізвисько "Залізний Майк" Тайсон виграв уніфікаційну серію у важкій вазі, ставши чемпіоном світу у важкій вазі у віці 20 років і першим безперечним чемпіоном за десятиліття. Незабаром Тайсон став найвідомішим боксером з часів Алі через ауру нестримної лютості, таку, яку виділяли Джек Демпсі або Сонні Лістон. Його кар'єра завершилася Евандером Холіфілдом проти Майка Тайсона II, де він знаменито відкусив шматочок вуха Холіфілду.
З кінця 90-х років бокс знизив свою популярність через безліч факторів, таких як більша кількість варіантів спортивних розваг та бойові альтернативи, такі як UMA в ММА серед молодих демографічних груп. Відсутність основного висвітлення в газетах та доступу до основних телевізійних мереж. Також відсутність чемпіона світу у важкій вазі США.
У 2015 році сподівались, що поєдинок Флойд Мейвезер-молодший проти Менні Пакьяо відновить інтерес до цього виду спорту у Сполучених Штатах, але, оскільки поєдинок розчаровував, він  додав шкоди іміджу спорту в Сполучених Штатах.

#### Інші бойові види спорту
Змішані єдиноборства в США розвинулися в 1990-х роках, а популярність досягли на початку 21 століття. Багато компаній рекламують картки ММА, причому найбільше домінує американський UFC .

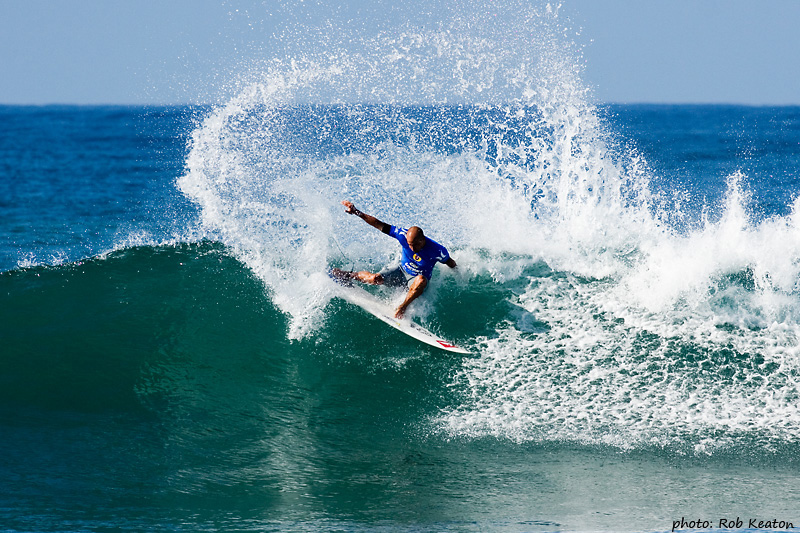
Келлі Слейтер

Традиційна боротьба проводиться на схоластичному рівні; боротьба в середній школі — один з найпопулярніших видів спорту серед молодих чоловіків у Сполучених Штатах, і боротьба в коледжі має невелику кількість шанувальників.
Дзюдо в Сполучених Штатах не дуже популярне, і його затьмарюють такі популярні бойові мистецтва, як карате та тхеквондо.

### Плавання та водні види спорту
Плавання є основним змагальним видом спорту в середній школі та коледжах, але за межами Олімпіади йому приділяється мало уваги.
Серфінг та водний спорт популярні в США в прибережних районах. Каліфорнія та Гаваї - найпопулярніші місця для серфінгу. Асоціація професіоналів серфінгу була заснована в 1983 році.

### Сноубординг
Розвиток сноубордингу почався зі скейтбордингу, катанням на санках, серфінгу і лижного спорту. Він був розроблений у США в 1960-х роках, став зимовим олімпійським видом спорту в Нагано в 1998 році і вперше представлений на зимових Паралімпійських іграх у Сочі у 2014 році.

## Командні види спорту

### Найпопулярніші

#### Огляд

Розташування франшиз ліги великої п’ятірки в США та Канаді

Чотири найпопулярніших види спорту, які розвивалися в Північній Америці: американський футбол, бейсбол, баскетбол та хокей із шайбою. Головні професійні спортивні асоціації в Сполучених Штатах з цих видів спорту — Національна футбольна ліга (NFL), Головна бейсбольна ліга (MLB), Національна баскетбольна асоціація (NBA) та Національна хокейна ліга (NHL). Змагання в рамках цих асоціацій удостоюються величезної уваги громадськості та ЗМІ й розглядаються серед найважливіших спортивних змагань у світі з відповідних видів спорту. Всі вищевказані ліги входять у число найприбутковіших спортивних асоціацій у світі.  
| Вид спорту           | Улюблений спорт | Рекорд за кількістю переглядів | Вища професійна ліга | Учасники (мільйони) | Національна асоціація студентського спорту | (HS)² |
| -------------------- | --------------- | ------------------------------ | -------------------- | ------------------- | ------------------------------------------ | ----- |
| Американський футбол | 37%             | 111.9 мільйонів                | NFL                  | 8.9                 | 249 (249M + 0W)                            | 51    |
| Баскетбол            | 11%             | 50.4 мільйонів                 | NBA                  | 30.3                | 698 (351M + 349W)                          | 51    |
| Футбол               | 7%              | 27.3 мільйони                  | MLS                  | 13.6                | 531 (205M + 332W)                          | 51    |
| Бейсбол              | 9%              | 40.0 мільйони                  | MLB                  | 29.3                | 589 (298M + 291W)                          | 49    |
| Хокей                | 4%              | 27.6 мільйони                  | NHL                  | 3.1                 | 102 (61M + 41W)                            | 20    |

#### Американський футбол
Американський футбол має найбільшу кількість учасників як у середній школі, так і в коледжі, переважна більшість його учасників - чоловіки.

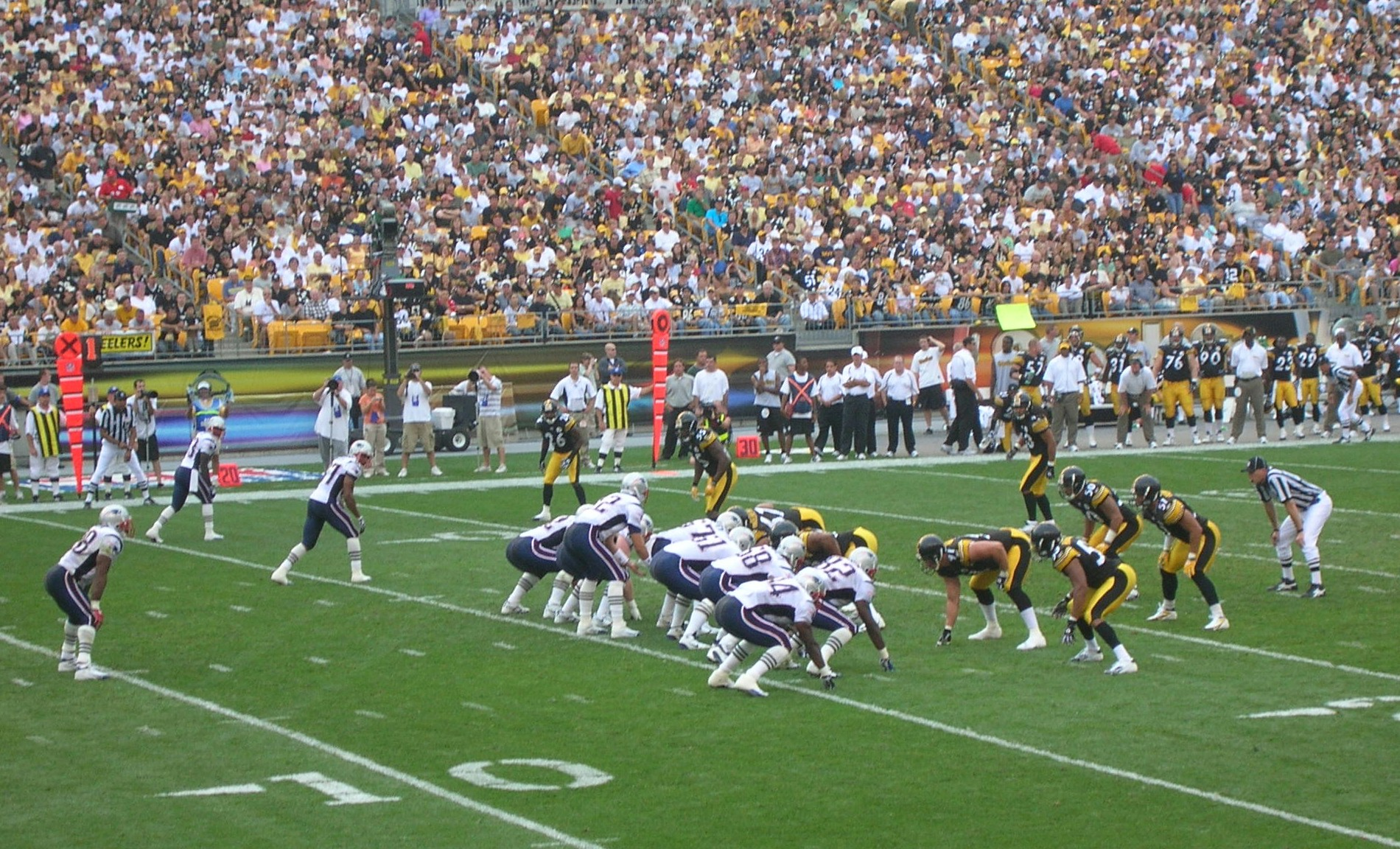
"Нові Патріоти Англії" проти "Пітсбурга Стіллерз".

NFL - найвидатніша професійна футбольна ліга в США та у всьому світі. NFL має 32 франшизи, розділені на дві конференції. Після сезону на 16 ігор кожна конференція відправляє сім команд у плей-офф NFL. У національному масштабі NFL отримує найвищі телевізійні рейтинги серед основних видів спорту. Перегляд ігор NFL по телебаченню в неділю після обіду є звичною рутиною для багатьох американців під час футбольного сезону. Super Bowl Sunday - найбільша щорічна спортивна подія, що проводиться в США. "Суперкубок" є однією з найбільш рейтингових програм усіх часів у рейтингах Нільсена.
NFL має найвищу середню відвідуваність (67 591) серед будь-якої професійної спортивної ліги у світі та найвищий дохід серед усіх професійних спортивних ліг.
Мільйони людей дивляться футбол коледжів протягом осінніх місяців, а деякі громади, особливо у сільській місцевості, роблять великий акцент на своїх місцевих футбольних командах середньої школи. Популярність футболу в коледжах і середніх школах у таких областях, як Південна частина Сполучених Штатів (Південно-Східна конференція) та Великі рівнини (Велика конференція 12 та Велика десятка конференцій), багато в чому випливає з того, що в цих регіонах історично загалом не було ринків, достатньо великих для професійних команд. Тим не менше, коледжний футбол має багату історію в Сполучених Штатах, передуючи NFL десятиліттями.

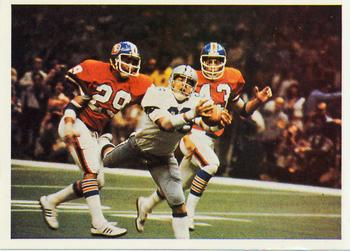
Ковбої грають проти "Бронкос" у Супербоулі XII.

Під час футбольного сезону восени вболівальники мають можливість дивитися ігри середньої школи по п’ятницях та суботах, коледжний футбол по суботах та ігри NFL у неділю. Однак деякі коледжі грають у вівторок та середу ввечері, тоді як NFL пропонує щотижневі ігри у понеділок (з 1970 р.) та четвер (з 2006 р.).
Футбол у приміщенні або футбол на арені, форма футболу, що грається на закритих аренах. Футбольна ліга Арени діяла з 1987 по 2008 рік і завершила дії остаточно в 2009 році, але кілька команд з АФЛ та колишньої другої ліги, af2, відновили лігу в 2010 році. АФЛ завершила свої дії знову в 2019 році. Більшість діючих критих ліг датуються серединою -2000-х років і мають регіональний характер.
Жіночий футбол зустрічається рідко. Існує кілька аматорських та напівпрофесійних ліг різного ступеня. Футбол є унікальним серед схоластичних видів спорту в США тим, що для цього виду спорту не існує жодного жіночого підрозділу; жінки, які бажають грати у футбол у середній школі чи коледжі, повинні конкурувати безпосередньо з чоловіками.

#### Бейсбол
Бейсбол та його різновид, софтбол, є популярними видами спорту в США. Бейсбол був першим професійним видом спорту в США. Найвищий рівень бейсболу в США - це бейсбол вищої ліги. Світова серія бейсболу вищої ліги є кульмінацією післясезонного сезону цього жовтня. Вона проводиться між переможцем кожної з двох ліг, Американською лігою та Національною лігою, а переможець визначається через найкращий із семи плей-офф.

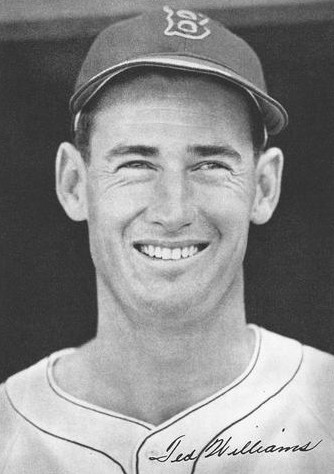
Тед Вільямс у 1947 році

Команда «Нью-Йорк Янкіз» відзначається тим, що виграла більше титулів, ніж будь-яка інша велика професійна спортивна франшиза США. Головні суперники янкіз - "Бостон Ред Сокс", які також користуються величезною кількістю прихильників у Бостоні та по всій Новій Англії. "Філадельфія Філліс" з Національної ліги є найстарішою безперервною франшизою з одним ім'ям і одним містом у всіх професійних американських видах спорту . Вони мають багато шанувальниками, які відомі шаленою підтримкою своєї команди по всій Філадельфії та в Делаверській долині, і були відомі як "найзлобніші вболівальники в Америці". Бейсбол на Середньому Заході також зріс у геометричній прогресії з такими командами, як Чикаго Кабс, Сент-Луїс Кардиналс та Цинциннаті Редс. Зокрема, із фанатами спорту в Чикаго, які завзято слідкують за Чикаго Кубс та Чикаго Уайт Сокс, незважаючи на порівняльний брак успіху у команд, а фанати Чикаго Дитинча відомі по всій країні як одні з найкращих шанувальників бейсболу в країні, особливо завдяки своїй пристрасній лояльніості до команди, незважаючи на те, що вони не вигравали чемпіонат з 1908 по 2016 рік (108 років). Цей вид спорту також має уболівальників на Західному узбережжі, зокрема, суперництво між "Сан-Франциско Джайентс" і "Лос-Анджелес Доджерс". Історично ліги були більш конкурентоспроможними, і такі міста, як Бостон, Філадельфія та Сент-Луїс, мали суперницькі команди в обох лігах аж до 1950-х років.

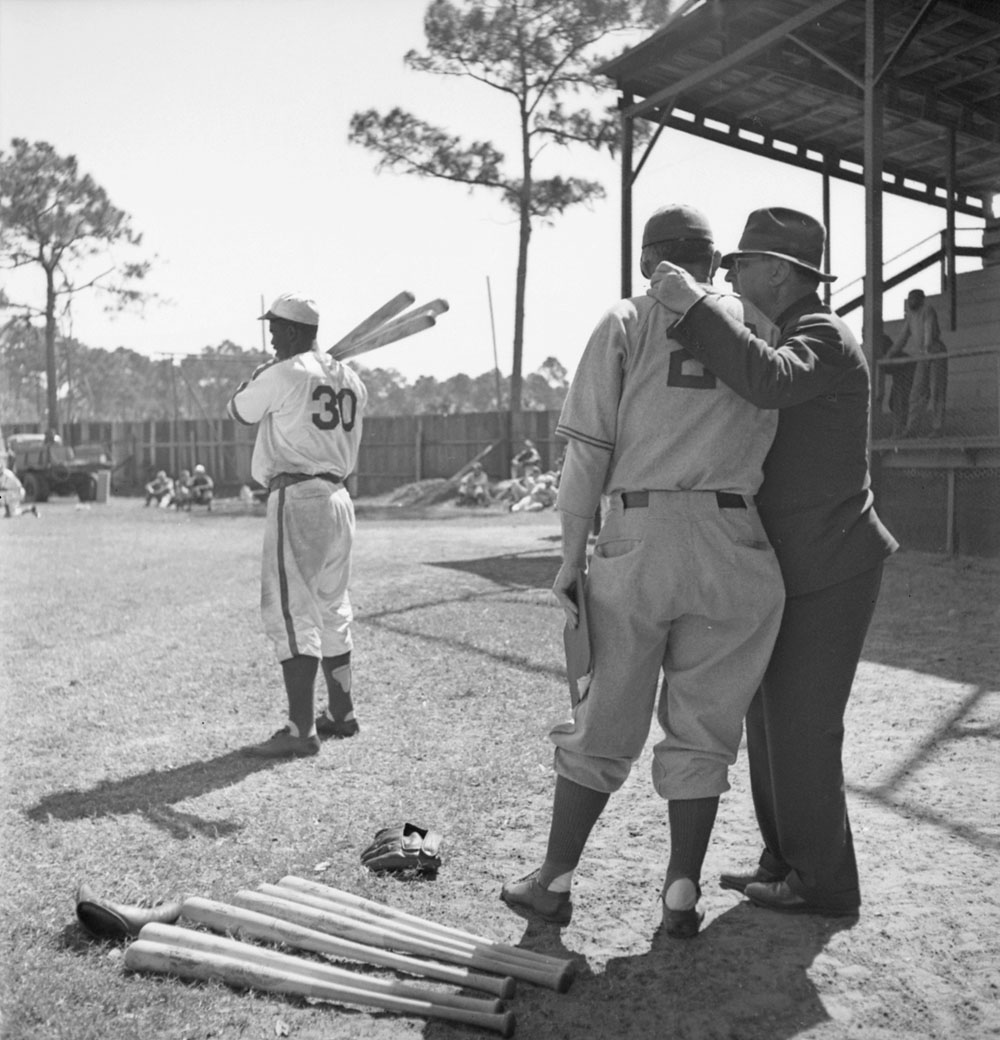
Джекі Робінсон став першим афроамериканцем, який зіграв у бейсболі вищої ліги (MLB) в сучасну епоху.

До відомих американських гравців в історії належать Бейб Рут (714 домашніх пробігів), Тай Кобб (лідер кар’єри середнього титула), Сай Янг, Хонус Вагнер, Тед Вільямс (344 середнє значення в кар’єрі), Лу Геріг, Джо Дімаджо, Міккі Мантл (16-разова зірка), Стен Мусіал, Віллі Мейс, Йогі Берра (18-разовий All-Star), Хенк Аарон (лідер дому кар'єри з 1974 по 2007 рр.), Майк Шмідт (548 домашніх пробігів, 10 Золотих рукавичок у кар'єрі), Нолан Райан (лідер кар'єрних викреслень), Роджер Клеменс (7 нагород Сай Янга), Дерек Джетер та Джекі Робінсон, який сприяв розчиненню кольорової лінії та пропуску афроамериканців до вищої ліги.
Розгалужена система бейсболу другорядних ліг охоплює більшість міст середнього розміру США. Бейсбольні команди меншої ліги організовані в шестирівневій ієрархії, в якій найвищі команди (ААА) знаходяться у великих містах, які не мають команди вищої ліги, але часто мають головну команду з іншого виду спорту, і кожен рівень займає поступово менші міста. Найнижчі рівні професійного бейсболу служать насамперед як системи розвитку найнедосвідченіших видів спорту, з абсолютним дном - ліги-новачки, які займають весняні тренувальні комплекси команд вищої ліги.
Існує певний обмежений незалежний професійний бейсбол, найвідоміший - Атлантична ліга, яка займає переважно приміські регіони, які не мають права приймати власні команди другорядних ліг, оскільки вони занадто близькі до інших команд вищої чи другорядної ліги. Поза меншими лігами є колегіальні літні бейсбольні ліги, які є в містах, навіть в менших за містечка в нижньому кінці бейсболу другої ліги, які, як правило, не можуть підтримувати професійні види спорту. Літній бейсбол є аматорською вправою і використовує гравців, які вирішили не грати за оплату, щоб весною мати право грати в бейсбол у коледжі для відповідних університетів. На абсолютно нижчому рівні організованої системи бейсболу є старший аматорський бейсбол (також відомий як Town Team Baseball), який зазвичай грає у свої ігри лише у вихідні дні та використовує реєстри, що складаються з місцевих жителів.

#### Баскетбол
Серед улюблених видів спорту американців, баскетбол посідає друге місце (враховуючи аматорські рівні) після футболу . Однак, що стосується грошей, НБА посідає третє місце за популярністю.  За даними Національної асоціації спортивних товарів, більше американців грає в баскетбол, ніж будь-який інший командний спорт,. Баскетбол був винайдений в 1891 році канадським викладачем фізичної культури Джеймсом Нейсмітом у Спрінгфілді, штат Массачусетс.

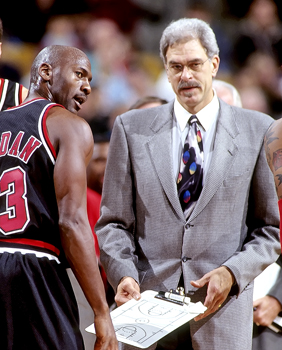
Чикаго Буллз Майкл Джордан і Філ Джексон 1997

Національна баскетбольна асоціація (НБА) - це провідна у світі професійна баскетбольна ліга серед чоловіків і одна з найбільших професійних спортивних ліг Північної Америки. Віна містить 30 команд (29 команд у США та 1 у Канаді), які грають 82-ігровий сезон з жовтня по червень. Після сезону вісім команд з кожної конференції змагаються у плей-офф за трофей чемпіонату Ларрі О'Брайена. Починаючи з літніх Олімпійських ігор 1992 року, гравці НБА представляли США в міжнародних змаганнях і вигравали численні важливі турніри. Dream Team було н
еофіційним прізвиськом чоловічої збірної США з баскетболу, яка виграла золоту медаль на Олімпійських іграх 1992 року.
Баскетбол популярний у всій країні як на рівні коледжів, так і середньої школи. Щороку у березні турнір із єдиним вилетом із 68 команд із шести раундів (зазвичай його називають Березневим божевіллям) визначає національних чемпіонів баскетболу чоловічих коледжів у дивізіоні І NCAA.
Більшість штатів США також коронують чемпіонів штатів серед своїх середніх шкіл. Багато команд середніх шкіл з баскетболу активно спостерігають за місцевим життям, особливо на Середньому Заході та Верхньому Півдні. Індіана має 10 з 12 найбільших спортзалів для середніх шкіл у Сполучених Штатах,  і славиться своєю пристрастю до баскетболу, відомою як Густ’єрська істерія.

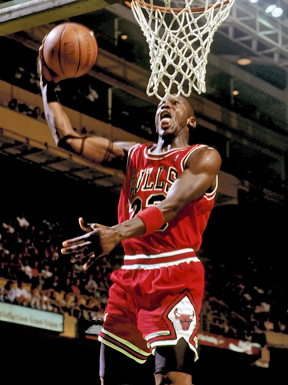
1987 рік Майкл Джордан

Серед відомих гравців НБА в історії: Уілт Чемберлен (4 рази MVP), Білл Рассел (5 раз MVP), Боб Петтіт (11 раз у всій команді НБА), Боб Кусі (12 разів у всій команді НБА), Джеррі Вест (12 разів у всій команді НБА) ), Джуліус Ервінг (виграв нагороди MVP як в ABA, так і в НБА), Карім Абдул-Джаббар (6 разів MVP), Меджік Джонсон (3 рази MVP), Ларрі Берд (3 рази MVP), Майкл Джордан (6 разів фінали MVP), Джон Стоктон (№1 у передачах та крадіжках), Карл Малоун (14 разів у команді НБА), Кобі Брайант (третій головний бомбардир НБА за весь час), Тім Дункан (15-разовий зірковий НБА), Шакіль О'Ніл (3-разовий фінал MVP) та Джейсон Кідд (№2 у передачах та крадіжках).
Серед відомих гравців НБА сьогодні Джеймс Харден, Леброн Джеймс (4 нагороди MVP), Стівен Каррі (2 рази MVP), Дуайн Уейд (10 разова зірка) та Кевін Дюрант (MVP, 4 голів НБА). Ще з 1990-х років все більша кількість гравців, народжених за межами США, підписали контракти з командами НБА, що викликало інтерес до ліги в різних частинах світу.

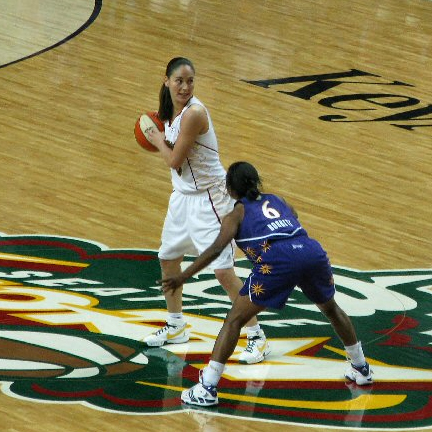
Сью Берд, член Все десятиліття та 15 найкращих команд WNBA.

За професійний баскетболом найбільше стежать у містах, де в чотирьох головних професійних лігах немає інших спортивних команд, наприклад, у випадку з Оклахома-Сіті Тандер, Сакраменто Кінгз, Сан-Антоніо Сперс, Мемфіс Грізліз або Портленд Трейл Блейзерс. Нью-Йорк також має давні історичні зв'язки з коледжем та професійним баскетболом, і багато легенд баскетболу спочатку розвинули свою репутацію, граючи на багатьох майданчиках по всьому місту. Медісон Сквер Гарден, домашню арену Нью-Йоркських Нікс, часто називають "Меккою баскетболу".
Баскетбол меншої ліги, як офіційний, так і неофіційний, має широку присутність, враховуючи відносну відсутність у спорті витрат на управління професійною командою. У НБА є офіційна другорядна ліга, відома з 2017 року як Ліга НБА G за угодою про права іменування з Gatorade. Найвідоміша незалежна ліга - BIG3, три-на-три ліга з колишніми зірками НБА, яка розпочала свою діяльність у 2017 році. Кілька інших професійних баскетбольних ліг існують, але відомі своєю нестабільністю та низьким бюджетом.
WNBA - це провідна жіноча баскетбольна ліга в США, а також найстабільніша та найстійкіша жіноча професійна спортивна ліга в країні. Декілька з 12 команд належать командам НБА. Жіноча збірна виграла вісім золотих олімпійських медалей та 10 Кубків світу ФІБА. Історично склалося, що жіночий баскетбол у США дотримувався формату "шість жінок на команду", при якому по три гравці з кожної команди залишалися на одній стороні майданчика протягом усієї гри. Варіант із шістьма особами був скасований для гри в коледжі в 1971 році, а протягом 1970-х і 1980-х років був неухильно ліквідований на рівні середньої школи, причому останні штати все ще санкціонували перехід дівчат на чоловічий код п'ять на п'ять на початку 1990-х.

#### Хокей із шайбою
Хокей на льоду, який в США зазвичай називають просто "хокеєм", є ще одним популярним видом спорту в США. У США гра є найбільш популярною в регіонах країни з холодним зимовим кліматом, а саме на північному сході та верхньому Середньому Заході. Однак з 1990-х років хокей набуває все більшої популярності в "Сонячному поясі", багато в чому завдяки розширенню Національної хокейної ліги на південь США, разом із масовим переселенням багатьох жителів із північних міст із потужною хокейною підтримкою цих "Сонця". 

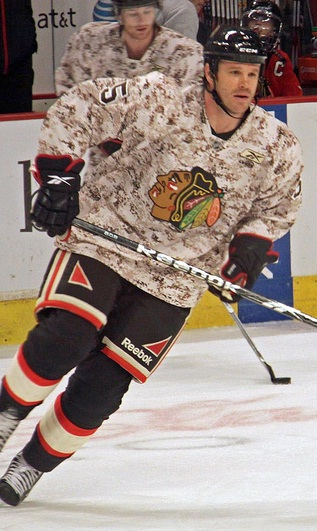
"Блекхокс" надягали майки "Камуфляж" до Дня ветеранів, щоб продемонструвати підтримку військовим з 2009 року.

Національна хокейна ліга — головна професійна хокейна ліга в Північній Америці, в якій за Кубок Стенлі змагаються 24 команди із штату США та 7 команд із Канади. Хоча зірки НХЛ все ще не так добре знайомі широкій американській публіці, як зірки НФЛ, МЛБ та НБА, середня відвідуваність ігор НХЛ у США перевершила середню відвідуваність НБА за останні сезони, частина Зимової класики НХЛ, яку грають на великих відкритих стадіонах.
До професійних хокейних ліг меншої ліги США належать Американська хокейна ліга та ECHL. Крім того, дев'ять американських команд змагаються в трьох лігах-членах Канадської хокейної ліги, "юніорської" ліги для гравців віком від шістнадцяти до двадцяти років. Коледжний хокей має регіональну команду на північному сході та у верхньому середньому заході США. Він все частіше використовується для розробки гравців для НХЛ та інших професійних ліг (США мають молодші ліги, Хокейну лігу Сполучених Штатів та Північноамериканську хокейну лігу, але вони більш обмежені, щоб захистити право участі молодших гравців у коледжі). «Заморожена четвірка» - національний чемпіонат з хокею в коледжах. Зараз у США більше молодіжних хокеїстів, ніж у всіх інших країнах, за винятком Канади, разом взятих . Хокей США - офіційний орган управління аматорським хокеєм у США. Зал слави Сполучених Штатів Америки знаходиться в місті Евелет, штат Міннесота.
На міжнародному рівні Сполучені Штати зараховуються до Великої шістки - групи країн, які історично домінували в міжнародних змаганнях з хокею перемогли Радянський Союз з рахунком 4–3 у першій грі медального раунду, перш ніж продовжувати змагатися з Фінляндією і здобути золоту медаль.

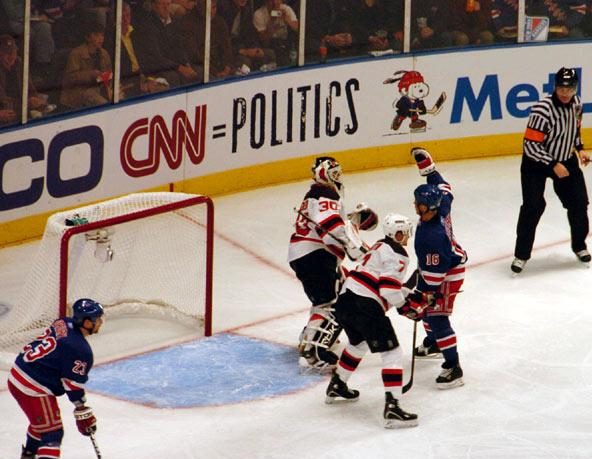
"Нью-Йорк Рейнджерс" намагається відволікти увагу під час плей-офф Кубка Стенлі 2008 року. Серія плей-офф стала п’ятою, де пройшов суперництво «Диявол – Рейнджерс».

Історично склалося так, що переважна більшість гравців НХЛ приїжджала з Канади, де була невелика кількість американців. Ще в 1969–1970 роках канадські гравці становили 95 відсотків ліги . Протягом 1970-х та 1980-х європейські гравці вступили в лігу, і багато гравців з колишнього радянського блоку вступали до НХЛ на початку 1990-х. На сьогодні трохи менше половини гравців НХЛ - канадці, понад 20% - американці, а практично всі решта є європейськими тренінгами.
Серед відомих гравців НХЛ в історії Уейн Грецький (провідний бомбардир усіх часів і 9 разів MVP), Маріо Лем'є (3 рази MVP), Гай Лафлер (2 рази MVP), Горді Хоу (6 разів MVP), Ніклас Лідстрем (7 разів, найкращий захисник НХЛ), Боббі Халл (3 рази MVP та 7 разів головний бомбардир), Едді Шор (4 рази MVP), Хауі Моренц (3 рази MVP), Моріс "Ракета" Річард (5 разів головний бомбардир), Жан Беліво ( 2 рази MVP), Боббі Кларк (3 рази MVP) та Боббі Ор (8 разів найкращий захисник НХЛ). Серед відомих гравців НХЛ сьогодні Сідні Кросбі та Олександр Овечкін.
Національна жіноча хокейна ліга, заснована в 2015 році, є першою жіночою хокейною лігою в країні, яка платить своїм гравцям. У ній представлені п’ять команд на північному сході та верхньому середньому заході, а команда Канади приєднається у 2020–21. Три з п'яти команд, що базуються в США ("Баффало Бітс", "Міннесота Уайткепс" і "Метрополітен ріветерс"), або належать, або експлуатуються, або пов'язані з франшизою НХЛ свого району метрополітену ("Буффало Сейблз", "Міннесота Уайлд" та "Нью-Джерсі Девілз" відповідно). На міжнародному рівні національна жіноча збірна США з хокею є однією з двох переважаючих міжнародних жіночих команд у світі, поряд із давньою суперницею збірної Канади.

#### Футбол

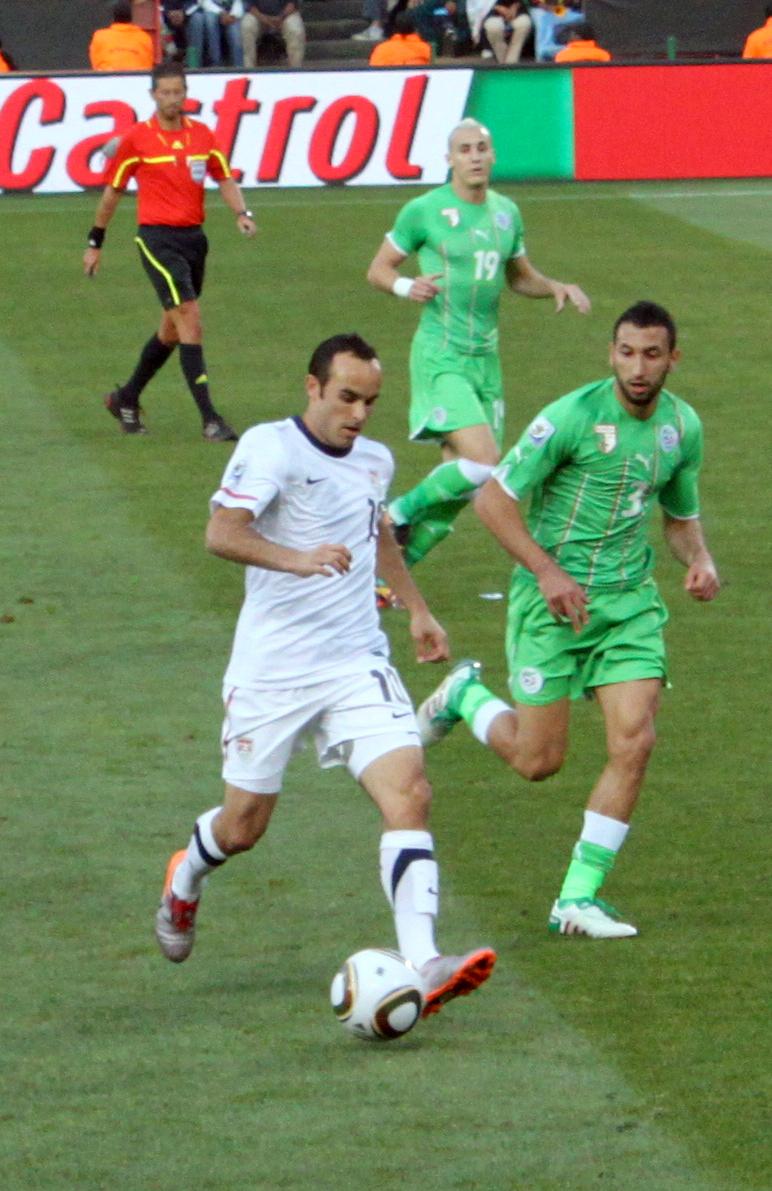
Лендон Донован представляв США на чемпіонаті світу 2010 року

В останні роки популярність футболу зростає в США. У футбол грають понад 13 мільйонів людей США, що робить його третім за популярністю видом спорту в Сполучених Штатах, більш широко розважаним, ніж хокей та американський футбол. Більшість коледжів підрозділу I NCAA виступають як з чоловічої, так і з жіночої команди з футболу, а з тих, що виставляють лише одну команду, майже незмінно виставляють жіночі команди.
Чоловіча і жіноча збірні Сполучених Штатів, а також низка національних молодіжних команд представляють США в міжнародних футбольних змаганнях і керуються Федерацією футболу США (США по футболу). Жіноча команда США має рекорд серед більшості чемпіонатів світу серед жінок і є єдиною командою, яка ніколи не фінішувала гірше третього місця на Кубку світу. Жінки США обіграли Нідерланди з рахунком 2: 0 у фіналі Чемпіонату світу з футболу серед жінок FIFA 2019 року, щоб отримати другий поспіль титул чемпіонату світу серед жінок та четвертий загалом.
Major League Soccer - це найвища футбольна ліга в США. Станом на поточний сезон 2020 року, MLS налічує 26 клубів (23 із США та 3 з Канади). У 2021 році ліга планує розширитися до 28 команд, а до 2022 року до 30 команд. Графік із 34 матчів триває з середини березня до кінця жовтня, плей-офф та чемпіонат у листопаді. Футбольні стадіони продовжують будуватись для команд MLS по всій країні, як через те, що футбольні стадіони вважаються надмірно потужними, так і тому, що команди отримують прибуток від експлуатації своїх стадіонів. З середньою відвідуваністю понад 21 000 за гру, MLS має третю середню відвідуваність серед будь-яких спортивних ліг США після Національної футбольної ліги (NFL) та Бейсболу вищої ліги (MLB),  і є дев'ятим за величиною відвідував професійну футбольну лігу у всьому світі. Інші професійні чоловічі футбольні ліги в США включають поточний другий дивізіон, чемпіонат USL (USLC) та третій рівень USL League One, який стартував у 2019 році під егідою оператора USLC, United Soccer League. Ще одне змагання, друга Північноамериканська футбольна ліга, була лігою другого рівня, поки не знизили в 2018 році через нестабільність і незабаром фактично закрили. Зараз організація USL має офіційні стосунки з MLS, і низка її команд (як у Чемпіонаті, так і в Першій лізі) або належать сторонам MLS, або пов'язані з ними.
Молодші покоління американців цього спорту мають багато через такі фактори, як проведення в США Чемпіонату світу з футболу 1994 року та формування футболу вищої ліги, а також посилення американського телебачення футбольних змагань. Багато іммігрантів, які живуть у США, продовжують стежити за футболом як своїм улюбленим командним видом спорту. США братимуть участь у чемпіонаті світу з футболу 2026 року з Канадою та Мексикою.
Жіночий професійний футбол у Сполучених Штатах не зазнав стійкого успіху. Після загибелі двох професійних ліг на початку XXI століття, Жіночої об'єднаної футбольної асоціації (1999–2001) та Жіночого професійного футболу (2009–2011), американський футбол створив нову Національну жіночу футбольну лігу в 2013 році. NWSL тепер вижив довше, ніж обидва два професійних попередника разом узятих. З нинішніх дев'яти команд шість мають спільну власність з професійними чоловічими клубами - чотири повністю належать власникам команд MLS, одна повністю належить стороні USLC, а інша належить переважно французькій стороні Ліги 1. Десята команда, яка повинна розпочати гру в 2021 році, також належить стороні USLC. Однак на нижчих рівнях шкали заробітної плати NWSL є фактично напівпрофесійним.
Багато відомих міжнародних футболістів виступали в США в оригінальній північноамериканській футбольній лізі, як правило, в кінці своєї ігрової кар'єри — включаючи Пеле, Еусебіо, Джорджа Беста, Франца Бекенбауера та Йохана Кройфа - або в MLS - включаючи Роберто Донадоні, Лотара Маттей, Девід Бекхем, Тьєррі Генрі, Кака, Девід Вілла, Уейн Руні та Златан Ібрагімович. Найкращі американські футболісти потрапляють до Залу слави футболу США.

### Інші види
У наступній таблиці наведено інші види спорту, якими займаються понад 500 000 людей у Сполучених Штатах.
| Вид спорту | Учасники (мільйони) | NCAA команди          | Напівпрофесіні ліги | Рекорд відвідуваності | Рекорд по кількості переглядів | Олімпійський спорт |
| ---------- | ------------------- | --------------------- | ------------------- | --------------------- | ------------------------------ | ------------------ |
| Волейбол   | 10.7                | 1,122 (155M + 1,067W) | NVL and VLA         | 18,516                | 794,000                        | Так                |
| Лакрос     | 0.7                 | 921 (397M + 524W)     | NLL; MLL; PLL       | 52,004                | 476,000                        | Так                |
| Регбі      | 1.4                 | понад 600             | MLR                 | 61,500                | 9,000,000                      | Так                |

#### Лакрос
Лакрос — це командний вид спорту, який походить від ірокезів та ленапе. Цей вид спорту є найпопулярнішим у районі Східного узбережжя від Меріленда до Нью-Йорка. Хоча його коріння залишаються на сході, на сьогоднішній день лакрос є видом спорту в країні який розвивається найшвидше. Національна ліга лакросу - це національна ліга боксу з лакросу, тоді як Прем'єр-ліга лакросу - це професійна ліга лакросу. Major League Lacrosse — напівпрофесійна ліга лакросу, яка також діє на національному рівні .

#### Волейбол

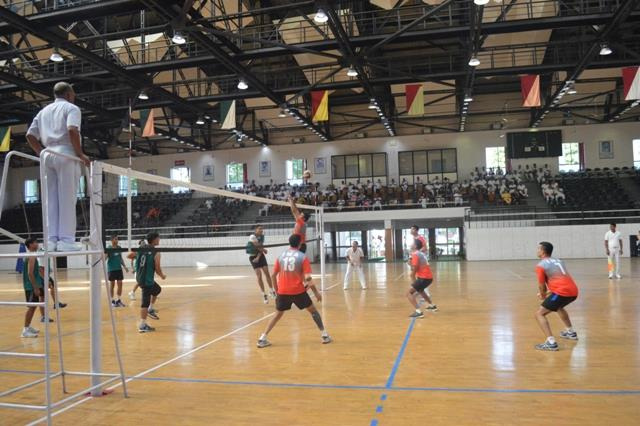

Волейбол також є помітним видом спорту в США, особливо на рівні коледжів та університетів. На відміну від більшості олімпійських видів спорту, які широко спонсоруються на колегіальному рівні для обох статей, підтримка коледжного волейболу різко перекошена на користь жіночої гри. У 2011–12 навчальному році понад 300 шкіл лише в підрозділі NCAA (найвищий з трьох рівнів NCAA) спонсорували жіночий волейбол на універсальному рівні, тоді як менше 100 шкіл у всіх трьох підрозділах NCAA поєднували спонсорований універсальний чоловічий волейбол, лише 23 з них у дивізіоні I. Це частково зумовлено Розділом IX; орієнтовані на жіночі види спорту, такі як волейбол, допомагають збалансувати спортивні можливості коледжу для жінок та чоловіків. Зовсім недавно чоловічий волейбол зазнав вибухового зростання, не пов'язаному зі стипендією NCAA Division III; станом на 2019 рік понад 100 шкіл спонсорують спорт на цьому рівні.
Станом на 2019 рік в даний час існують дві ліги. Перша з них — Національна асоціація волейболу (NVA). В даний час в NVA грає 8 команд. Друга ліга — Волейбольна ліга Америки (VLA) і має 5 команд, розподілених по Сполучених Штатах.
Чоловіча збірна завоювала три золоті медалі на Олімпійських іграх, один чемпіонат світу FIVB, два Кубки світу з волейболу FIVB та одну світову лігу FIVB. Тим часом жіноча збірна виграла один чемпіонат світу FIVB та шість розіграшів Гран-прі світу FIVB.
Пляжний волейбол стає дедалі популярнішим у Сполучених Штатах, зокрема через вплив ЗМІ під час Олімпійських ігор. Асоціація професіоналів з волейболу (AVP) - це найбільший і найтриваліший професійний тур по пляжному волейболу в США.

#### Регбі
У регбі грають професійно (Регбі вищої ліги), рекреаційно та в коледжах, хоча він не регулюється NCAA. За оцінками, 1,2 мільйона людей у США грають у регбі. Збірна США виступала на Кубку світу з регбі. Що стосується регбі-сімок, чоловіча збірна є однією з 15 "основних команд", які беруть участь у кожному заході щорічної Світової серії регбі-сімок, а жіноча збірна - однією з 11 основних команд жіночої серії "сімок". Професійні внутрішні клубні змагання PRO Rugby розпочали гру в квітні 2016 року , але тривали лише один сезон; друга спроба професійної ліги - Major League Rugby, розпочата в 2018 році.

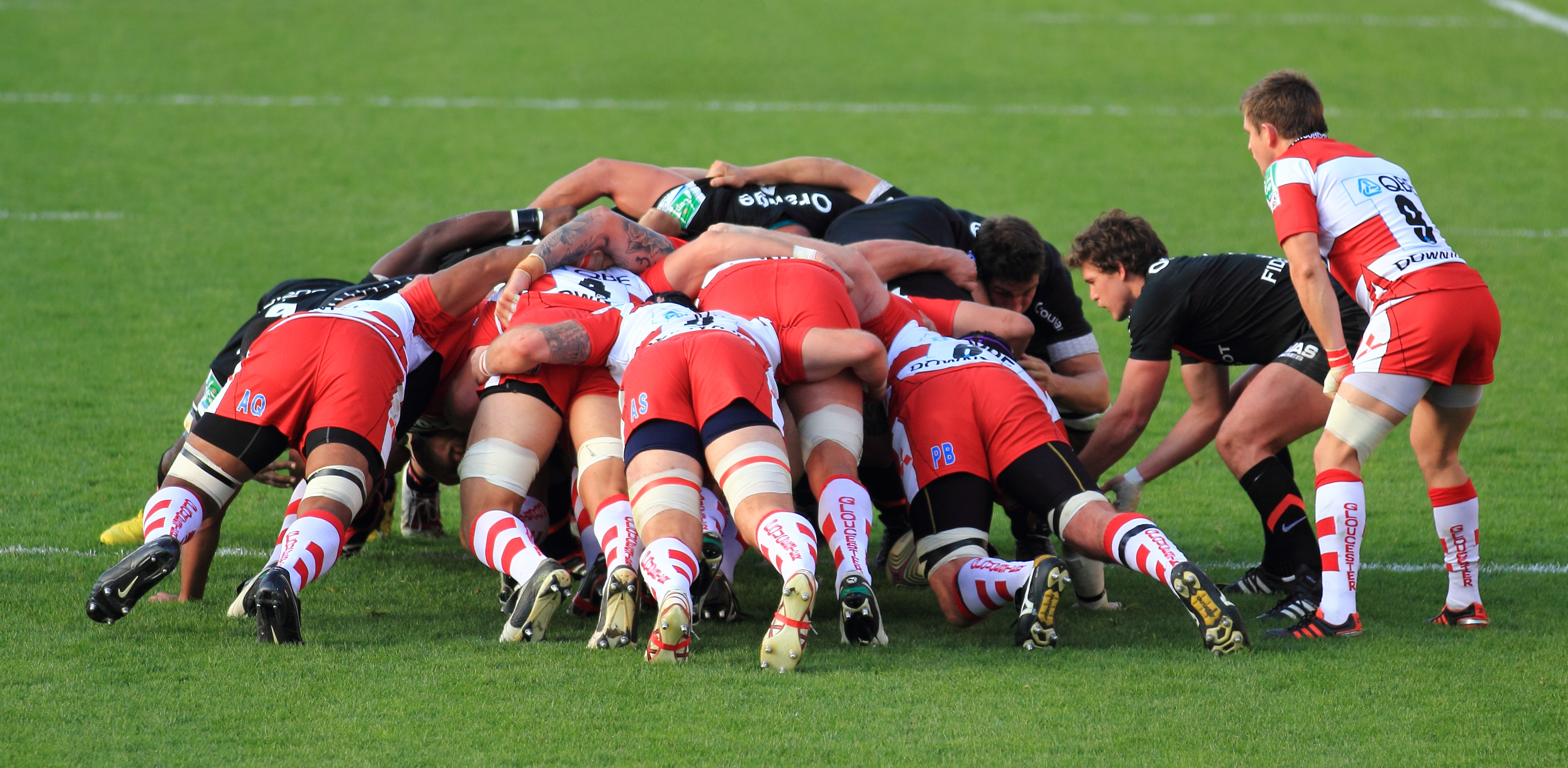
Сутичка, що показує положення тіла нападників та судді.

Участь у регбійському союзі в США значно зросла за останні роки, зросла на 350% між 2004 і 2011 рр. Опитування Національної асоціації виробників спортивних товарів 2010 року визнало союз регбі швидко розвиваючим видом спорту в США  Спортивний профіль у США отримав величезний поштовх завдяки оголошенню МОК у 2009 році про те, що регбі-союз (у своєму варіанті "один на один") повернеться до Олімпійських ігор у 2016 році. Чемпіонат з регбі, США Сімки та Кубок світу з регбі транслювались по мережевому телебаченню. Американські сімки, що проводяться щороку в лютому або березні в рамках Всесвітньої серії регбі-семи, регулярно збирають на стадіон Сем Бойд у Лас-Вегасі понад 60 000 вболівальників, хоча турнір переїде до району Лос-Анджелеса принаймні до 2020 року видання. США також проводять подію в серії "Жіночі семи". Він проводився разом із американськими сімками у сезоні 2016–17, але не проводився в 2017–18 (коли в Сан-Франциско проводились сімки для Кубка світу з регбі для чоловіків та жінок). Жіночі сімки США повернулися в 2018 році після сімок Чемпіонату світу, але зараз це автономний захід, який проводиться в районі Денвера та служить відкривачем жіночої світової серії.
Коледжне регбі — це найбільш швидкозростаючий вид спорту в коледжах США .
Регбі-футбол склав основу сучасного американського футболу; наприкінці XIX століття два види спорту були майже однаковими, але на початку XX століття розділились на різні.

#### Крикет

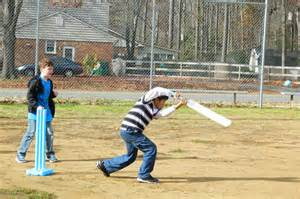
Американська дитина з Шрі-Ланки, яка грає в крикет в американському штаті Вірджинія

У 2006 році було підраховано, що 30 000 людей у США щорічно грають або дивляться крикет. До 2017 року ця цифра зросла до 200 000 людей, які грали в крикет у 6000 командах . Крикет у Сполучених Штатах не такий популярний, як бейсбол, і не настільки популярний серед такої великої частини населення, як у країнах Співдружності або інших країнах, що є повноправними членами МТП (або тестують крикет). Є принаймні дві історичні причини відносної неясності крикету в Сполучених Штатах. Однією з причин стало піднесення в 19 столітті літнього часу на заняття спортом з битами та м'ячами, який тепер називають бейсболом, і, схоже, це витіснило крикет як популярне заняття. Іншою причиною було те, що в 1909 р., Коли ICC спочатку був організований як Імперська крикетна конференція, він був відкритий лише для країн Співдружності і тим самим виключив США з участі у цьому виді спорту на найвищому рівні.
Тим не менш, у 1965 році США були прийняті до перейменованого ICC як асоційований член, і популярність цього виду спорту зросла у другій половині 20 століття. Часто згадуваною причиною зростання популярності крикету є зростання кількості іммігрантів до США, які походять з країн, що грають у крикет[джерело?].
З запуском Американської молодіжної крикетної асоціації в 2010 році було розпочато більш цілеспрямовані зусилля, спрямовані на перенесення гри в американські школи, з метою розширення фанатів крикету за межі емігрантів та їхніх дітей.
ESPN посилює висвітлення крикету протягом останніх років, купуючи вебсайт з крикету Cricinfo в 2007 році, і транслюючи фінал Міжнародного турніру ICC 2014 Twenty20, індійську Прем'єр-лігу 2014 року, ігри чемпіонату Англії та міжнародний тестовий крикет.
Професійна ліга, Major League Cricket планує розпочати свій перший сезон у 2022 році.

#### Гандбол
Гандбол, поширений вид спорту в європейських країнах, рідко зустрічається в США. Цим видом спорту в основному займаються в країні на аматорському рівні. На літніх Олімпійських іграх грають у гандбол, але НКАА не санкціонує; усі команди коледжів та університетів виступають у складі клубних команд. У 2020 році генеральний директор команди США з гандболу Баррі Сіфф заявив, що вони планують створити американську професійну командну лігу з гандболу, яку фінансує Verizon. Вони планують знайти власників до кінця 2020 року, а також започаткувати лігу в 2023 році з 10 командами, кожна команда на початку коштуватиме від 3 до 5 мільйонів доларів і хочуть співпрацювати з власниками НБА або НХЛ у ситуаціях, що стосуються орендарів. Створять мультиспортивні клуби, такі як «Барселона» чи «Пари Сен-Жермен».

#### Австралійський футбол
Вперше австралійський футбол у Сполучених Штатах грали у країні в 1996 році. Австралійська футбольна ліга Сполучених Штатів є керівним органом у спорті в США з різними клубами та лігами по всій країні. Національний чемпіонат проводиться щорічно. Чоловічі національні австралійські збірні Австралії з футболу та жіноча збірна регулярно грають в міжнародні матчі та виступають у міжнародному турнірі з футбольного кубка Австралії. Спорт також виграє від активної організації, що базується на фанатах, Австралійської футбольної асоціації Північної Америки.

Кубок з керлінгу 2018

#### Хокей з м'ячем
У хокей з м'ячем (бенді) грають лише в Міннесоті. Національна команда регулярно виступає в дивізіоні. З точки зору ліцензованих спортсменів, це другий за величиною зимовий вид спорту у світі.

#### Керлінг
Керлінг популярний у північних штатах, можливо, через клімат, близькість до Канади чи скандинавську спадщину. Національна популярність керлінгу зростає після значного висвітлення цього виду спорту у Зимових Олімпійських іграх 2006 та 2010 років.

#### Гельський футбол
Гельський футбол та метання регулюються північноамериканськими GAA та New York GAA. Вони не мають високого рівня, але займаються спортом, коли Нью-Йорк виставляє представницьку команду на Всеірландському чемпіонаті серед старших футболів.

#### Хокей на траві
У хокей на траві в США грають переважно жінки. У нього грають у численних коледжах NCAA, де він використовується як вид спорту, щоб компенсувати положення Розділу IX, що забезпечує рівні можливості для чоловіків та жінок у спорті (таким чином, це компенсує види спорту, в яких переважають чоловіки, такі як коледжний футбол).

#### Інлайн-хокей
Інлайн-хокей був винайдений американцями як спосіб занять спортом у будь-якому кліматі. PIHA — це ліга з найбільшою кількістю професійних команд в країні. Вуличний хокей - нестандартна версія вбудованого хокею, в який аматори грають у неформальних іграх.

#### Водне поло

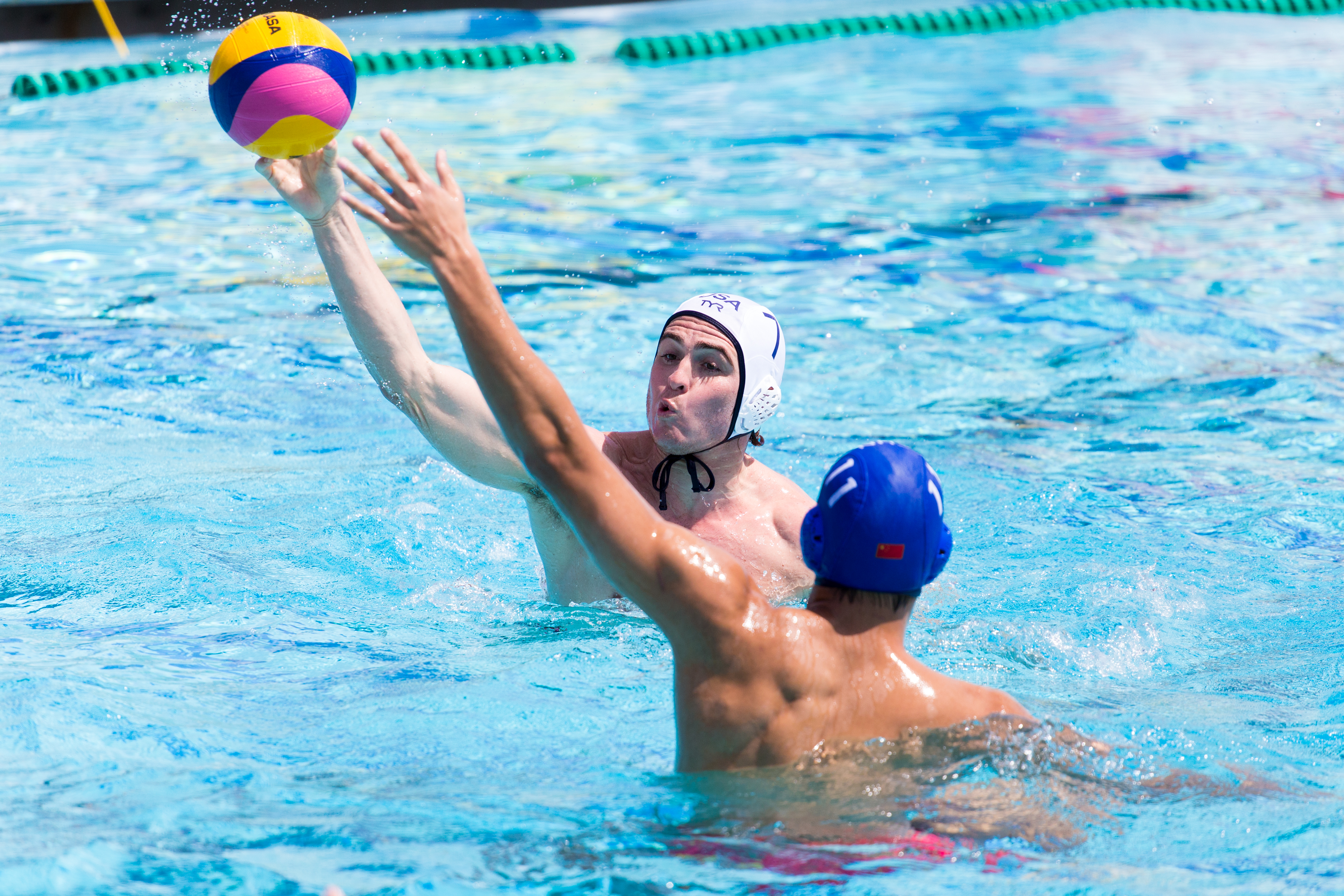

Водне поло не має професійних змагань у США, тому найвищий рівень змагальної гри є на рівні коледжів та на Олімпійських іграх. NCAA санкціонує водне поло як універсальний вид спорту як для чоловіків, так і для жінок, і популярний у США вздовж західного узбережжя та частини східного узбережжя. Однак жодна команда за межами Каліфорнії ніколи не виходила у фінал чемпіонату з водного поло серед чоловіків дивізіону NCAA.

## Ліги
Крім вищих, деякі асоціації також мають професійні молодші ліги. Професійні команди США у всіх головних спортивних змаганнях активно використовують як франшизу правила та символіку відповідних асоціацій. При цьому всі головні спортивні ліги використовують олімпійську систему плей-офф організації й обліку турнірів.